# Jede Nacht zählt
Jede Nacht zählt (Originaltitel: All Night Long) ist eine US-amerikanische Filmkomödie aus dem Jahr 1981.

## Handlung
George Dupler, ein verheirateter Mann mittleren Alters, wird nach einem Wutanfall bei der Arbeit – er wirft einen Stuhl aus dem Fenster seines Chefs – degradiert und muss nun als Nachtschichtleiter in einem „Ultra Save Drug Store“ arbeiten, der rund um die Uhr geöffnet ist.
Sein 18-jähriger Sohn Freddie hat eine Affäre mit Cheryl Gibbons, einer älteren, verheirateten Frau, die zufällig auch Freddies Cousine vierten Grades ist. George rät Freddie, die Affäre zu beenden, bevor er Ärger bekommt, doch Freddie erklärt, er würde Cheryl vielleicht lieben. Eines Nachts im Laden trifft George auf Cheryl, eine unbegabte Sängerin und Liedermacherin, die mit dem unberechenbaren Feuerwehrmann Bobby verheiratet ist, und sie beginnt, Interesse an ihm zu zeigen. Nach einiger Zeit ist das Interesse gegenseitig.
George geht zu Cheryls Haus, um ihr ein Feuerzeug zurückzugeben. Sie will ihm die Malerarbeiten zeigen, die Freddie in ihrem Schlafzimmer durchgeführt hat. George und Cheryl sind kurz davor, intim zu werden, als Freddie unerwartet kommt. George flieht, bevor Freddie ihn sehen kann, aber Cheryl beschließt, Freddie von ihrer Affäre mit seinem Vater zu erzählen. Am nächsten Tag, als Georges Frau Helen Französischunterricht hat, stellt Freddie seinen Vater zur Rede. Helen erfährt ebenfalls von der Affäre, und als sie daraufhin die Scheidung verlangt, willigt George ein.
George kündigt schließlich seinen Job und mietet einen Loft, wo er seinen Traum, Erfinder zu werden, verwirklichen kann. Er geht zu einer Jubiläumsparty, bei der alle da sind, die er kennt, einschließlich seiner Familie sowie Cheryl und Bobby. Er erkennt, dass Bobby von der Affäre mit seiner Frau weiß. George nimmt Cheryl von der Party und ihrem Mann weg. Obwohl Cheryl ihn liebt, denkt sie, dass er zu gut für sie sei.
Cheryl geht zur Feuerwache, wo Bobby arbeitet, um mit ihm zu reden. Bobby schreit sie an und will sie gerade schlagen, als der Feueralarm losgeht. Er und alle Feuerwehrleute gehen, woraufhin zu sehen ist, dass George es war, der den nicht existierenden Brand gemeldet hat.
Cheryl zieht bei George ein. Freddie akzeptiert die Situation und hilft ihr beim Einzug, was zeigt, dass er und sein Vater sich versöhnt haben.

## Produktion
Der Film wurde in Los Angeles und Umgebung gedreht. Der „Ultra Save Drug Store“ befand sich in South Pasadena.

## Kritik
Die Fernsehzeitschrift TV Today urteilte: „Nettes Späßchen mit einem furiosen Hackman“. Die Redaktion der Filmzeitschrift Cinema schrieb: „Unterschätzte, liebenswerte Satire mit klasse Stars.“